# Ponts de Queralbs
Els Ponts de Queralbs són els ponts del municipi de Queralbs (Ripollès). Almenys sis d'aquests ponts formen part de l'Inventari del Patrimoni Arquitectònic de Catalunya.

## Pont d'en Riba

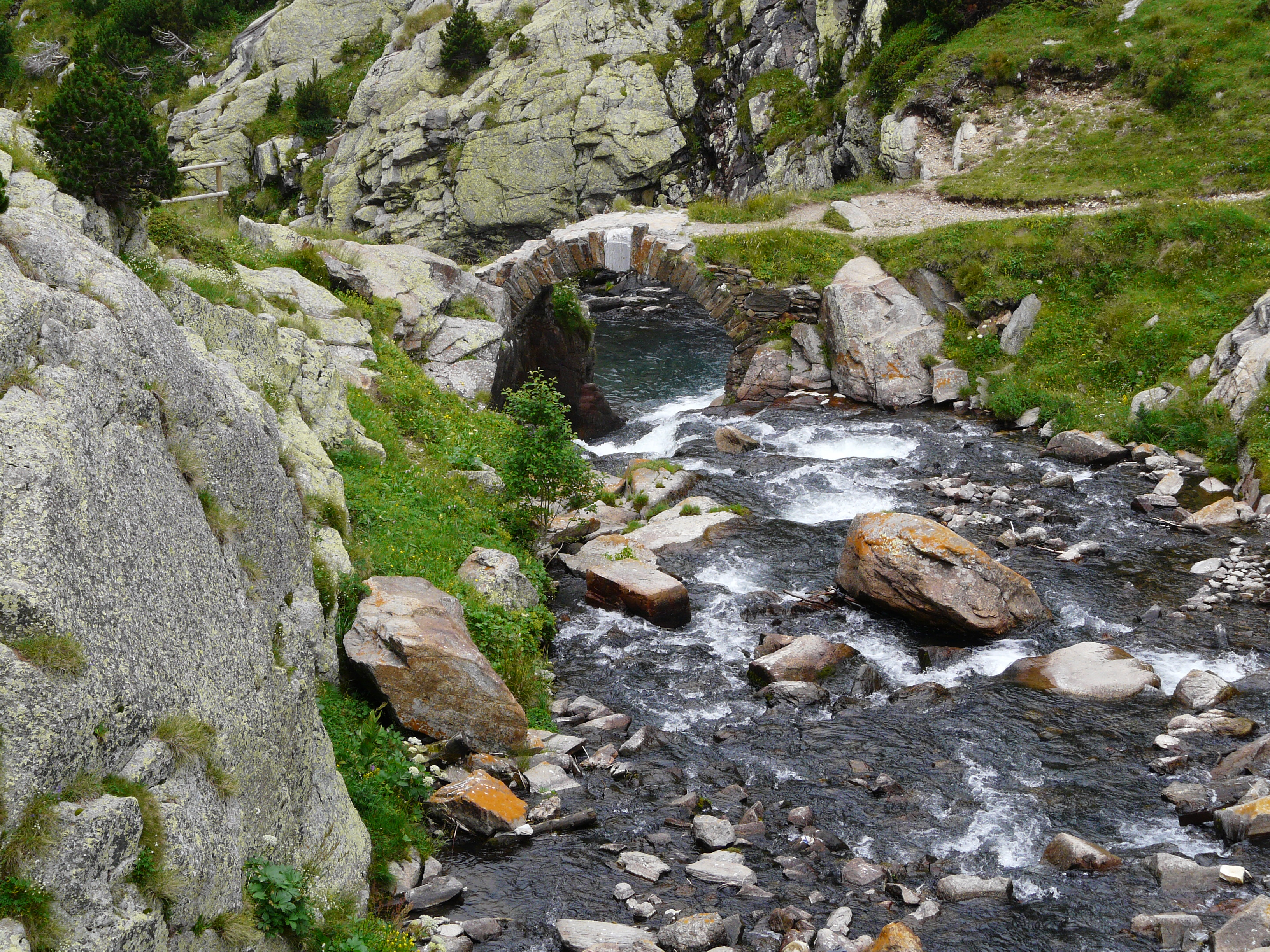
Pont d'en Riba

El Pont d'En Riba és una obra inventariada de Queralbs. És un pont d'un arc sobre el riu Núria, afluent del Freser i del Ter. A l'esquerra mateix s'alça el tossal de la Creu d'en Riba que tanca la vall de Núria, deixant tot just el pas del riu.42° 23′ 36″ N, 2° 9′ 10.81″ E / 42.39333°N,2.1530028°E

## Pont de Núria

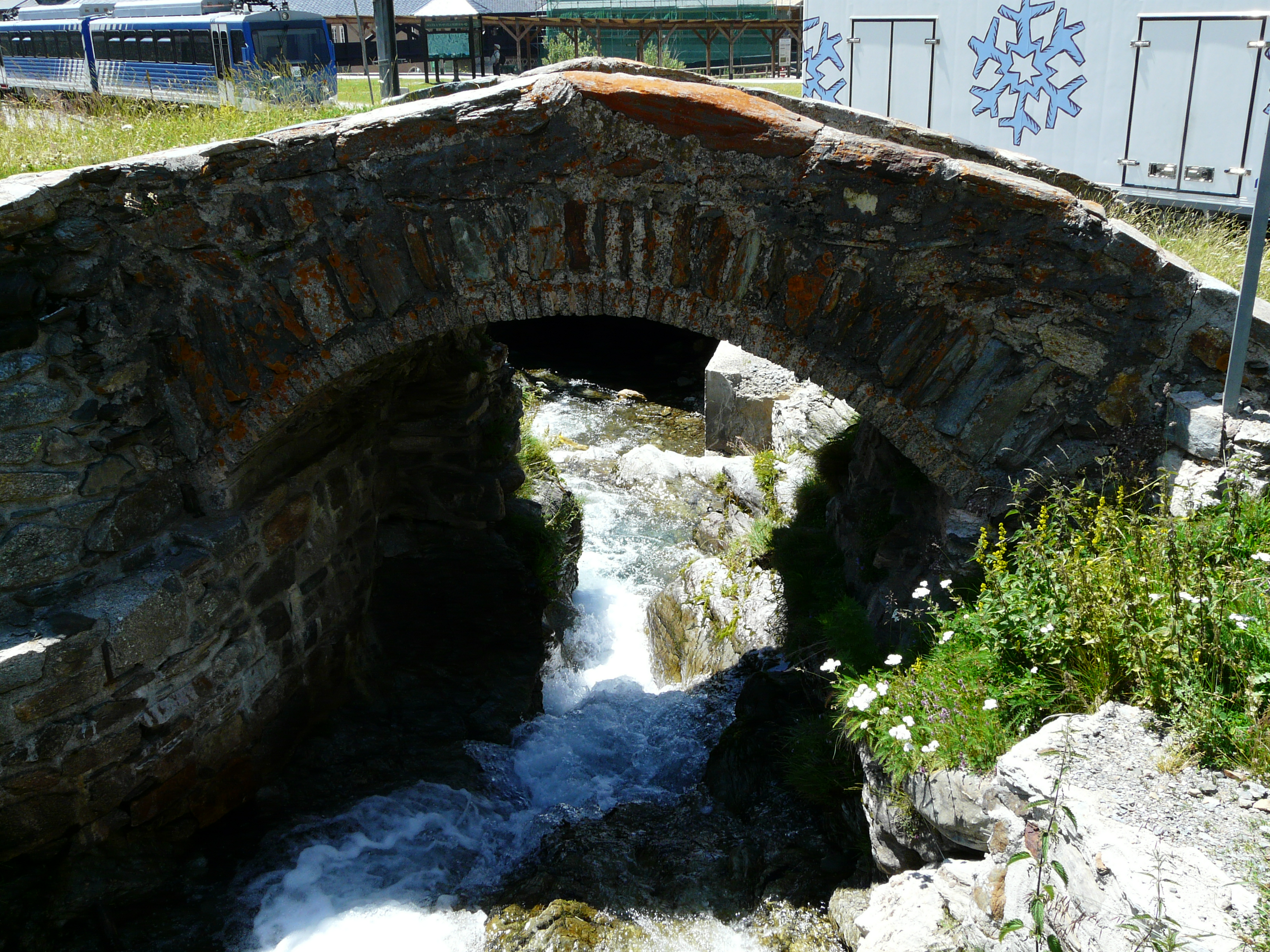
Pont de Núria

El Pont o Pontet de Núria és una obra inventariada de Queralbs. És un pontet sobre el torrent de les Mulleres. Un arc tot de pedra al camí de Núria a Torreneules. Sobre el torrent de les Mulleres o d'Eina, que formen el riu Núria, afluent del Freser i del Ter.42° 23′ 53.88″ N, 2° 9′ 18.27″ E / 42.3983000°N,2.1550750°E

## Pont de Tossa

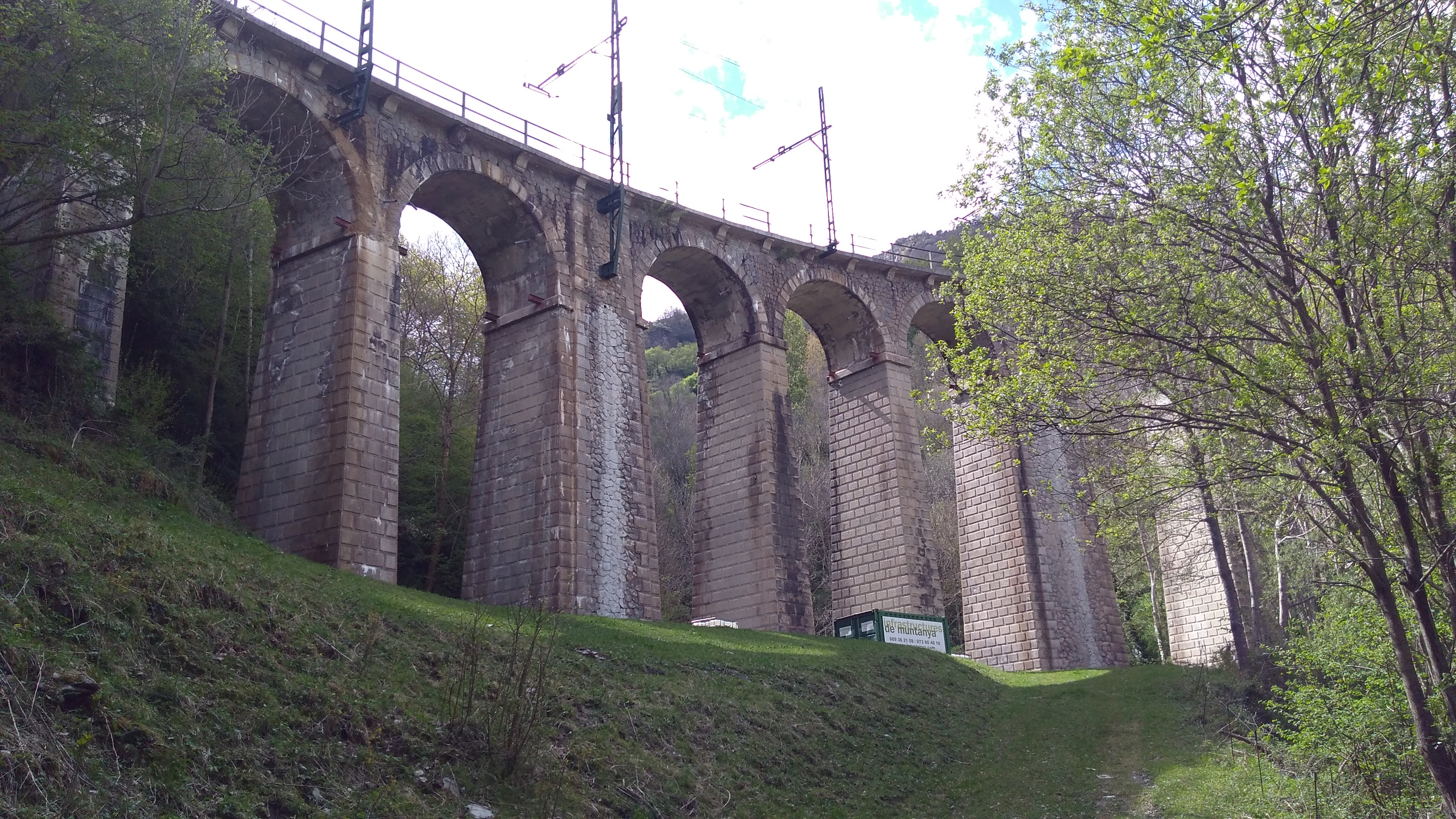
Pont de Tossa

El Pont de Tossa o de Tosa és una obra inventariada de Queralbs. Viaducte de planta semicircular que salva el torrent de Tosses. Radi de 80 graus i un 12 % d'inclinació. És el pont més llarg del cremallera de Núria.

## Pont de Mulleres
El pont de Mulleres és un pont inventariat. Es tracta d'una obra popular del segle xix situada darrere del pont de Núria, d'un sol arc.42° 23′ 56.68″ N, 2° 9′ 19.83″ E / 42.3990778°N,2.1555083°E

## Pont dels Tres Molins

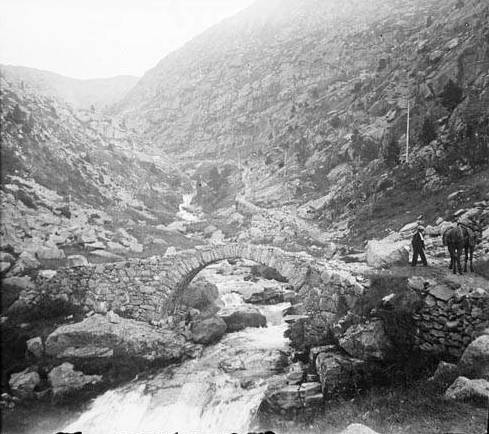
Pont dels Tres Molins

El Pont dels Tres Molins és una obra inventariada, situat sobre el riu de Núria, afluent de la dreta del riu Freser i del riu Ter. Travessava l'antic camí pujant per la vorera oposada del riu fins al turó de la creu d'en Riba. Avui segueix per la mateixa vora esquerra, deixant el pont al costat i passant-se per l'aspre i engorgat congost pel camí entallat en la pròpia terra.42° 23′ 18.87″ N, 2° 9′ 22.59″ E / 42.3885750°N,2.1562750°E

## Pont de Sant Gil

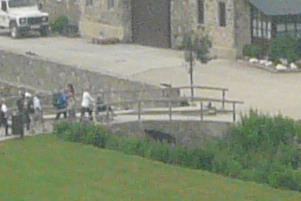
Pont de Sant Gil

El Pont de Sant Gil és una obra inventariada, un pont que es troba sobre el torrent de Finestrelles, que amb altres torrents formen el riu Núria, afluent del Freser i del Ter.42° 23′ 47.27″ N, 2° 9′ 10.03″ E / 42.3964639°N,2.1527861°E

## Pont de Cremal

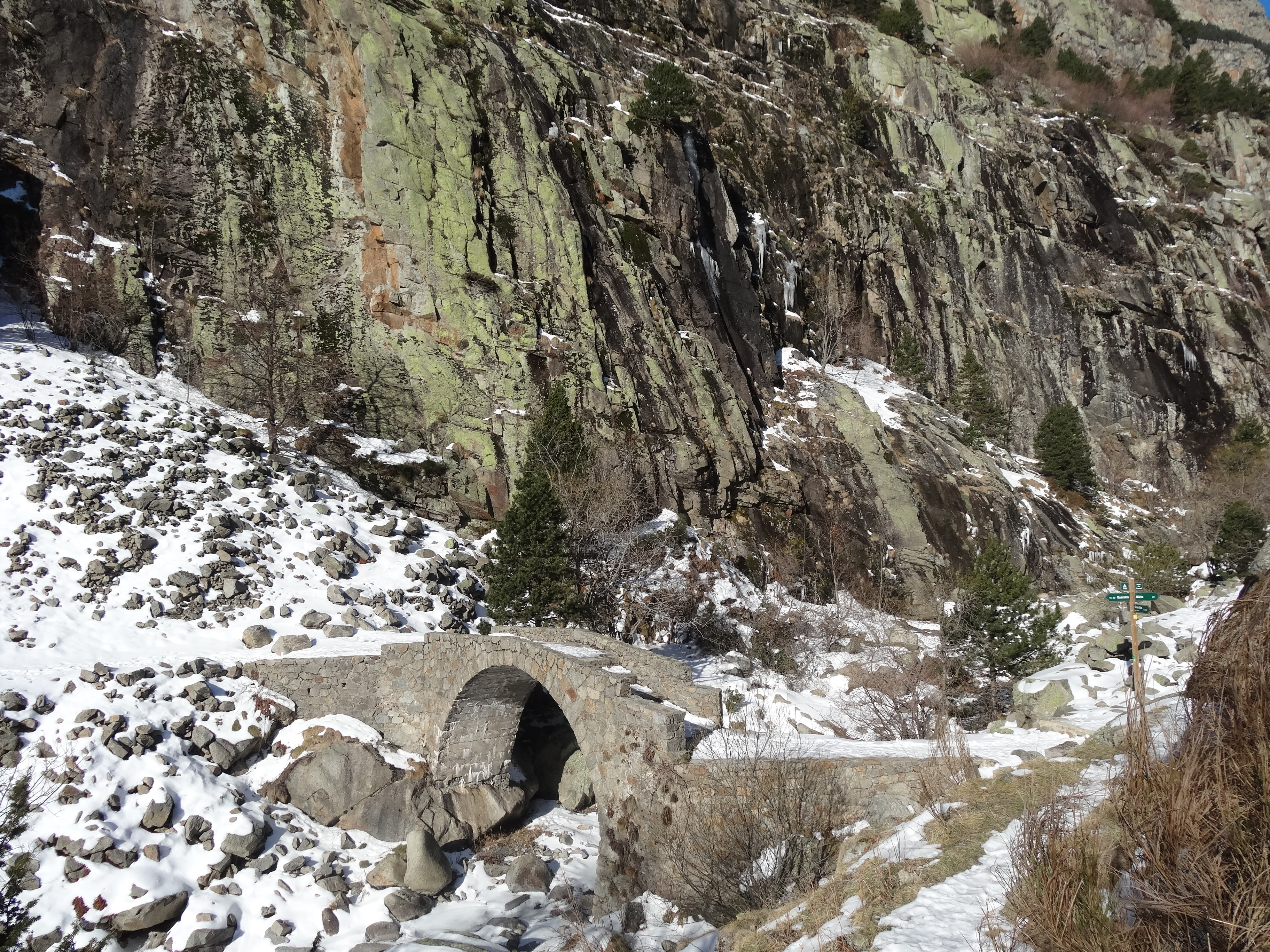
Pont de Cremal

El Pont de Cremal és una obra inventariada de Queralbs. És un pont d'un arc, tot de pedra d'esquena d'ase. És sobre el riu de Núria, afluent del Freser i del Ter. Pont rústic de pedra per on es travessa el riu. L'antic pont de pedra d'un sol arc tombat sobre l'atribolat riu resta petit i humil davant de tant imposant grandesa.42° 22′ 13.93″ N, 2° 9′ 49.41″ E / 42.3705361°N,2.1637250°E